# Айвазян, Ваагн Агванович
Ваа́гн Агва́нович Айвазя́н (арм. Վահագն Աղվանի Այվազյանն; 16 апреля 1992, Ереван, Армения) — армянский футболист, полузащитник клуба «Ван» из Чаренцавана. Ранее выступал за юношескую сборную.

## Клубная карьера
Айвазян родился в Ереване и в этом городе с 7 лет начал увлекаться футболом. Но заниматься этим видом спорта начал только в 13, а до него ходил на тренировки бокса и кикбоксинга. В 13 лет пошёл в футбол. Один год поиграл за юношескую команду Эребуни. Первым тренером был Гагик Тадевосян.
Первый профессиональный контракт был заключён с ереванским «Араратом». В 2007 году дебютировал за дубль в Первой лиге. В клубе стал обладателем кубка Армении сезона 2008.
В начале 2009 года подписывает контракт с вновь образованным футбольным клубом «Импульс» из Дилижана. Срок соглашения 3 года. В первый сезон стал победителем Первой лиги в том же году. А сам Айвазян отыграл все матчи за клуб. Дебют в Премьер-лиге состоялся в 1-м туре сезона 2010 года. 27 марта в домашней игре против «Улисса», Айвазян вышел на поле, заменив Геворга Нраняна на 56-й минуте матча. Дебют омрачило разгромное поражение — 0:3. В розыгрыше кубка 2011/12 вместе с командой дошёл до финального матча, в котором с минимальным счётом проиграл гюмрийскому «Шираку»

## Карьера в сборной
В возрасте 18 лет дебютировал в сборной Армении до 19 лет. Первый матч сыграл 19 октября 2010 года против сверстников из Израиля, в котором отыграл весь матч. Матч был проигран со счётом 0:3. Всего же сыграл три матча, помимо дебютного против израильтян, сыграл в матчах против испанцев и литовцев 21 и 24 октября соответственно.

## Достижения
«Арарат» (Ереван)
- Серебряный призёр чемпионата Армении: 2008
- Обладатель Кубка Армении: 2008
- Финалист Кубка Армении: 2007

«Импульс»
- Финалист Кубка Армении: 2011/12

## Личная жизнь
Родители — Агван и Зназик. Не женат. В свободное время любит читать и проводить время в социальных сетях.

## Статистика выступлений
Данные на 16 июня 2012 года
| Клуб             | Сезон            | Чемпионат | Чемпионат | Кубки | Кубки | Еврокубки | Еврокубки | Всего | Всего |
| Клуб             | Сезон            | Матчи     | Голы      | Матчи | Голы  | Матчи     | Голы      | Матчи | Голы  |
| ---------------- | ---------------- | --------- | --------- | ----- | ----- | --------- | --------- | ----- | ----- |
| Арарат-2         | 2006             | 0         | 0         | 0     | 0     | 0         | 0         | 0     | 0     |
| Арарат-2         | 2007             | 21        | 11        | 0     | 0     | 0         | 0         | 21    | 11    |
| Арарат-2         | 2008             | ≈15       | 4         | 0     | 0     | 0         | 0         | ≈15   | 4     |
| Всего            | Всего            | 36        | 15        | 0     | 0     | 0         | 0         | 36    | 15    |
| Импульс          | 2009             | 28        | 4         | 0     | 0     | 0         | 0         | 28    | 4     |
| Импульс          | 2010             | 17        | 1         | 2     | 0     | 0         | 0         | 19    | 1     |
| Импульс          | 2011             | 18        | 2         | 6     | 0     | 0         | 0         | 24    | 2     |
| Импульс          | 2012/13          | 12        | 3         | 0     | 0     | 0         | 0         | 12    | 3     |
| Всего            | Всего            | 75        | 10        | 8     | 0     | 0         | 0         | 83    | 10    |
| Всего за карьеру | Всего за карьеру | 111       | 25        | 8     | 0     | 0         | 0         | 119   | 25    |